# TV-18 (Mega 52080-3)
TV-18 (modello Mega 52080-3) è una console prodotta ad Hong Kong a partire dal 1978, appartenente alla prima generazione (con giochi simil-Pong). Questa console fu venduta in Germania, ed infatti tutte le diciture sono in tedesco. La console presenta 18 giochi, 10 di tipo Pong ed 8 di moto.

## Caratteristiche

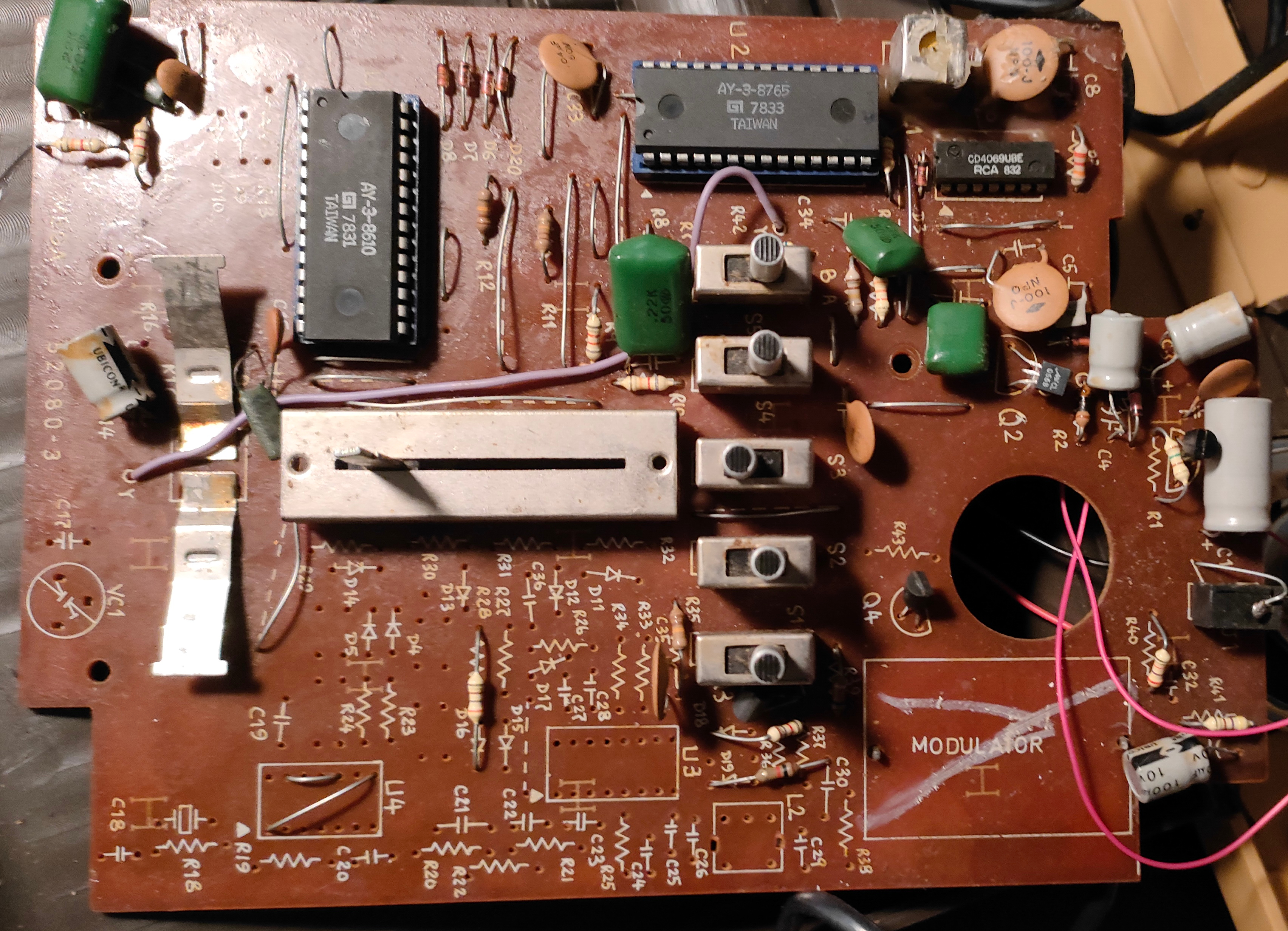
PCB dove si possono vedere l'AY-3-8610 e l'AY-3-8765

La console al suo interno è realizzata a partire da due chip della General Instrument: l'AY-3-8610 che permette di giocare con dieci giochi di tipo simil Pong (tra cui due giochi di mira) e l'AY-3-8765 che permette di giocare ad 8 giochi di moto. Più precisamente, se si consulta il manuale di riferimento, gli 8 giochi di moto sono in verità quattro con due livelli di difficoltà. Tali chip integrano al loro interno tutta la logica dei giochi e la generazione sonora ("Pong su un chip"). I controller della console sono due joystick collegati via cavo. Le schermate sono in bianco e nero. Il sonoro viene generato da un piccolo altoparlante interno alla console stessa. Può essere alimentata con 6 batterie stilo da 1,5V oppure con apposito trasformatore da 9V. Viene collegata al televisore tramite cavo RF.
La console venne commercializzata da diversi rivenditori, sia in versione in bianco e nero che in versione a colori. Per esempio il Polycon C-4016 (52074 MEGA) e il Duette Colour C4016

## Giochi
- Calcio
- Tennis
- Basket 1 giocatore
- Basket 2 giocatori
- Hockey
- Gioco di mira 1 giocatore
- Gioco di mira 2 giocatori
- Calcetto da tavolo
- Squash 1 giocatore
- Squash 2 giocatori
- Stunt Cycle (facile e difficile, considerati come 2 giochi)
- Motocross (facile e difficile, considerati come 2 giochi)
- Enduro (facile e difficile, considerati come 2 giochi)
- Drag race (facile e difficile, considerati come 2 giochi)